# Henan Airlines
Henan Airlines (в прошлом Kunpeng Airlines) — региональная авиакомпания Китая со штаб-квартирой в городе Чжэнчжоу (северная часть Китая), работающая в сфере регулярных пассажирских перевозок на внутренних и международных авиалиниях страны. Портом приписки перевозчика и его главным транзитным узлом (хабом) является международный аэропорт Чжэнчжоу Синьчжэн.
Kunpeng Airlines была основана в качестве совместного предприятия между китайской авиакомпанией Shenzhen Airlines и американским авиахолдингом Mesa Air Group, став крупнейшим в своё время региональным авиаперевозчиком Китая с долей иностранной собственности. В 2009 году Mesa Air Group и Shenzhen Airlines объявили о расторжении договора о партнёрстве, после чего компания сменила своё официальное название на Henan Airlines.

## История
В декабре 2006 года американский авиахолдинг Mesa Air Group и китайская авиакомпания Shenzhen Airlines подписали договор об образовании совместного предприятия Kunpeng Airlines. Новая авиакомпания начала операционную деятельность в октябре следующего года, осуществляя регулярные пассажирские и грузовые перевозки, а также выполняя чартерные рейсы. Флот компании составляли арендованные у Mesa Air Group самолёты Bombardier CRJ-200.
В августе 2008 года руководство Mesa Air Group сообщило о планируемой продаже собственного пакета акций Kungpeng Airlines своему партнёру Shenzhen Airlines.
В том же месяце авиакомпания перенесла штаб-квартиру в Чжэнчжоу, рассчитывая тем самым получить больше регулярных рейсов в маршрутном расписании и выйти из финансового минуса. Руководство перевозчика заявило о намерении приобрести около двухсот самолётов и к 2016 году вывести трафик авиакомпании на уровень в девятьсот ежедневных рейсов.
В июне 2009 года холдинг Mesa Air Group продал все принадлежавшие ему акции перевозчика своему бывшему партнёру, после чего арендованные самолёты CRJ-200 были возвращены в Mesa.
В июле того же года Shenzhen Airlines объявила о смене официального названия дочернего авиаперевозчика на Henan Airlines и о передаче во флот компании нескольких лайнеров Embraer E-190.

## Флот
В октябре 2019 года воздушный флот авиакомпании Henan Airlines состоял из следующих самолётов:

### Ранее в Kunpeng Airlines
Ранее авиакомпания Kunpeng Airlines эксплуатировала следующие самолёты (январь 2013 года):

## Авиапроисшествия и несчастные случаи
- 24 августа 2010 года. Самолёт Embraer E-190 (регистрационный B-3130), следовавший рейсом 8387 из международного аэропорта Харбин Тайпин в аэропорт Ичунь Линду, потерпел крушение при посадке в аэропорту назначения. Самолёт выкатился за пределы взлётно-посадочной полосы и развалился на части, из 96 человек на борту погибли 42[10].